# Tango (flamenco)

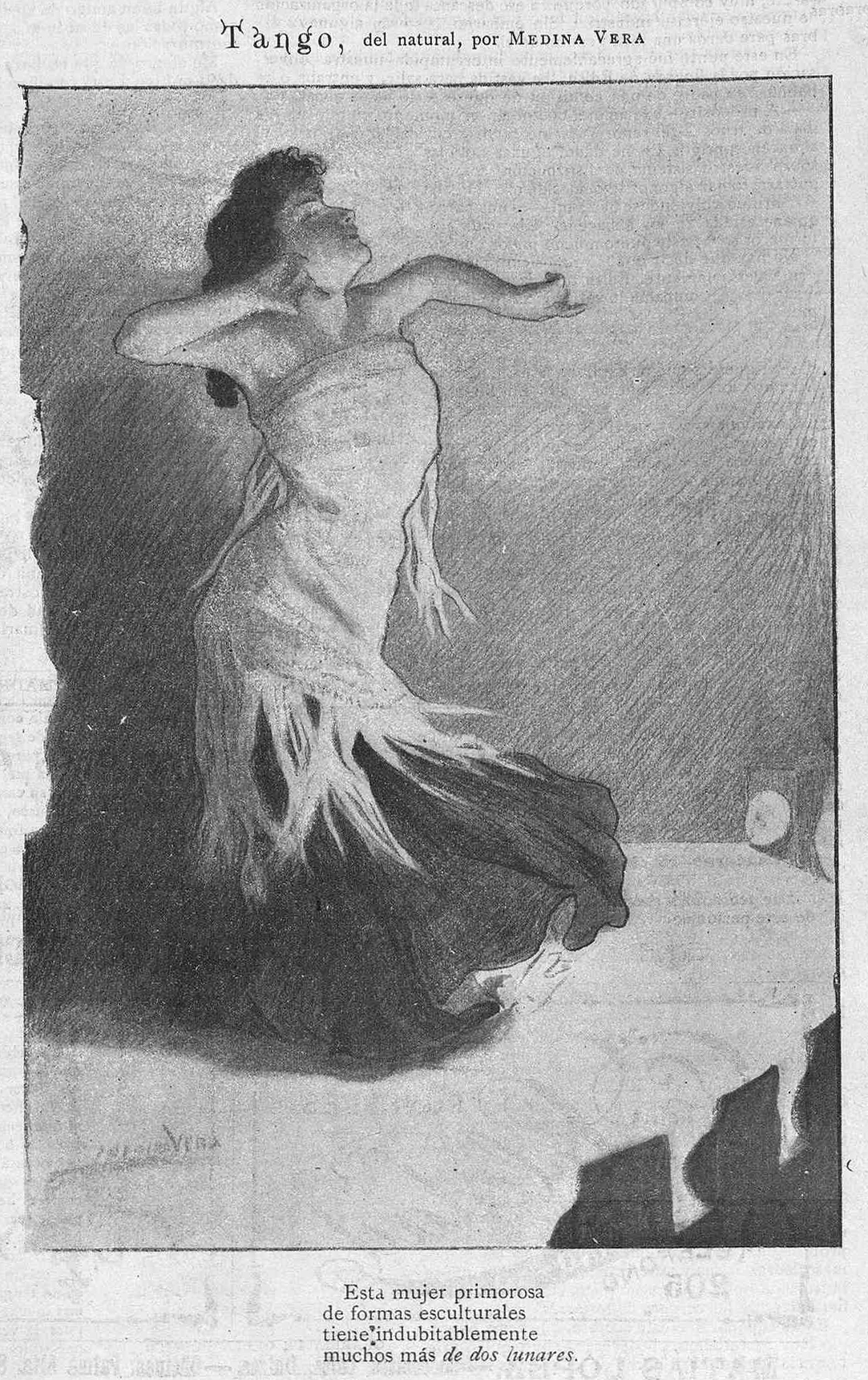
«Tango» por Medina Vera (Madrid Cómico, 1901)

El tango (por tangos) es un palo del flamenco con copla, de tres o cuatro versos octosílabos. Es un baile alegre y animado. Está considerado  como uno de los palos básicos del flamenco, existiendo variadas modalidades, entre las que destacan las de Granada,  Cádiz, Triana o Jerez.
Algunas teorías indican que el origen del tango flamenco han de repartirse entre Cádiz y Sevilla, desde donde desplegó su influencia hacia Sudamérica, donde cristalizó en el posterior tango rioplatense. 
Otras teorías indican que el origen se ubica en el barrio negro de La Habana, Cuba, en 1823 y que luego viajó a Sevilla, España. Luego de muchos años de desarrollo junto a los antiguos cantos bailables del siglo XIX, viajó hacia otros lugares como París, México, Nueva Orleans, Perú y Buenos Aires, donde a finales del siglo XIX comenzó a forjarse el tango porteño.
Es un cante ejecutado en 4/4, que puede hacerse en cualquiera de las tonalidades.
Los primeros intérpretes conocidos de tango flamenco fueron El Mellizo y Aurelio Sellés en Cádiz, Pastora Pavón y El Titi en Sevilla, Frijones y El Mojama en Jerez, y La Pirula, La Repompa y El Piyayo en Málaga y Cádiz [cita requerida].